# Комаром
Комаром (на унгарски: Komárom) е град в област Комаром-Естергом, северозападна Унгария. Населението му е 18 813 души (по приблизителна оценка за януари 2018 г.).
Разположен е на южния бряг на река Дунав, която тук служи за граница със Словакия. Днешният град води началото си от селото Уйсон, което през 1896 година е присъединено към разположения на северния бряг на реката град Комаром. През 1920 година основната част от града остава на територията на новосъздадената Чехословакия и е преименувана на Комарно, докато бившето село Уйсон продължава да се нарича Комаром.